# Великая независимая и суверенная ложа объединённых уставов
Великая независимая и суверенная ложа объединённых уставов (фр. Grande Loge indépendante et souveraine des Rites unis) (ВНСЛОУ) — смешанное масонское послушание, которое появилось в ходе разделения с Национальной французской ложей. Отличительной особенностью этой ложи является использование большого количества уставов при сравнительно небольшой численности.

## История
В 1968 году три французских ложи Великой национальной ложи Франции — Опера (ВНЛФ-Опера) выделяются в отдельное послушание и при поддержке Великого востока Франции учреждают Национальную французскую ложу (НФЛ).
В 1973 году НФЛ делится на две фракции: одна осталась в НФЛ и более привязана к традициям, в том числе выступила за отказ от женского членства, а другая, взяв название «Гуманность» (фр. d'HUMANITAS), провозгласила принцип большей открытости сегодняшнему миру. К Гуманности присоединились ещё несколько других лож, некоторые из которых были смешанными. В 1976 году это послушание берёт новое название — «Великая независимая и суверенная ложа объединённых уставов». В настоящее время численность ВНСЛОУ составляет около 300 членов в 25 ложах.
Ложи ВНСЛОУ могут свободно выбирать тип послушания, они могут быть смешанными, мужскими или женскими.
ВНСЛОУ является членом CLIPSAS.

## Практикуемые уставы
1. Древний и принятый шотландский устав (ДПШУ)
2. Исправленный шотландский устав (ИШУ)
3. Традиционный французский устав (ТФУ) или Современный французский восстановленный устав (СФВУ)
4. Восточный устав Мицраима
5. Устав Мемфиса (или Египетский устав)
6. Древний и изначальный устав Мемфиса-Мицраима
7. Древний и изначальный восточный устав Мемфиса и Мицраима
8. Устав строителей Соломона
9. Древний английский устав (Устав Великой ложи Англии 1753 года, которая называлась Великая ложа Древних). Из этого устава произошёл Ритуал Эмулейшн[4].
10. Женский устав Константа Шевийона

ВНСЛОУ управляет только первыми тремя градусами (символического или синего масонства). 11 апреля 1999 года была создана Директория объединённых уставов для коллегиального администрирования системой дополнительных степеней практикуемых в ВНСЛОУ.